# Eugène Dufour (homme politique)
Pour les articles homonymes, voir Dufour.
Eugène Dufour, né le 30 mars 1844 à Grenoble (Isère) et mort le 18 juillet 1925 à La Motte-d'Aveillans (Isère), est un homme politique français.

## Détail des fonctions et des mandats
Mandats locaux
- Conseiller municipal de Saint-Égrève
- 1892 - 1912 : Maire de La Motte-d'Aveillans
- 1883 - 1888 : Conseiller général du canton de La Mure

Mandat parlementaire
- 22 mai 1898 - 31 mai 1902 : Député de l'Isère

## Sources
- « Eugène Dufour (homme politique) », dans le Dictionnaire des parlementaires français (1889-1940), sous la direction de Jean Jolly, PUF, 1960 [détail de l’édition]